# Mäntsälä

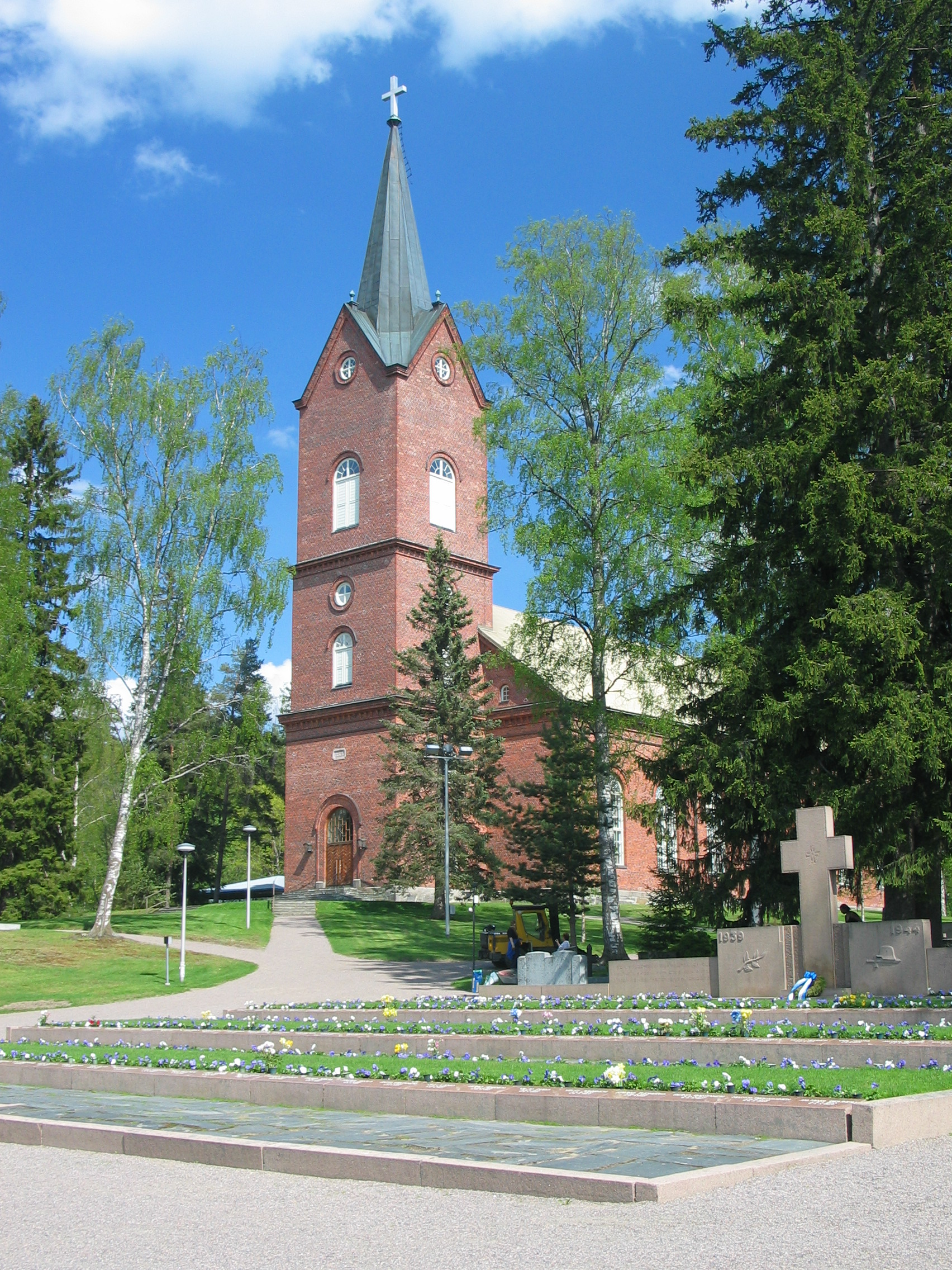
Mäntsälä kyrka

Mäntsälä är en kommun i landskapet Nyland i Finland. Folkmängden i Mäntsälä uppgår till cirka 20 837 invånare och den totala arealen utgörs av 596,11 kvadratkilometer. Mäntsälä kommun grundades år 1585. Kommunen genomflyts av Svartsån (finska: Mustijoki). Mäntsälä kommun ligger cirka 60 kilometer nordost om Helsingfors. Kommunen gränsar i sydväst till Träskända stad och Tusby kommun, i väster till Hyvinge stad, i nordväst till Hausjärvi kommun, i norr till Kärkölä kommun, i nordost till Orimattila stad, i öster till Buckila kommun, i sydost till Askola kommun, och i söder till kommunerna Borgnäs och Sibbo. 
Mäntsälä kommuns språkliga status är enspråkig finsk. Till skillnad från flertalet andra kommuner i landskapet Nyland, har Mäntsälä genom tiderna alltid varit en finskspråkig ort. Det är endast i herrgårdarna som det har bott ett antal finlandssvenskar. 
Mäntsälä kommun ingår i Helsingfors ekonomiska region.

## Historia

### Mäntsäläupproret
Mäntsäläupproret är en räcka väpnade oroligheter i Mäntsälä kring månadsskiftet februari–mars 1932. Dessa utgjorde ett slags kulmen på Lapporörelsen.

## Tätorter
Vid tätortsavgränsningen den 31 december 2014 fanns fyra tätorter i Mäntsälä kommun:
| Nr | Tätort                                      | Folkmängd |
| -- | ------------------------------------------- | --------- |
| 1  | Mäntsälä kyrkoby                            | 11 219    |
| 2  | Numminen                                    | 331       |
| 3  | Sälinkää (Föråldrat svenskt namn: Sellinge) | 260       |
| 4  | Sääksjärvi                                  | 262       |

Centralorten är i fet stil. Det fanns också en liten del av Helsingfors centraltätort i kommunen.
Andersberg en egendom i kommunen.

## Styre och politik

### Mandatfördelning i Mäntsälä kommun, valen 1976–2025
| 4 | 8 | 12 |  | 10 |

| 3 | 9 |  | 11 |  | 10 |

| 2 | 8 |  | 2 | 11 |  | 10 |

| 2 | 9 |  | 11 |  | 11 |

| 3 | 12 | 3 | 12 |  | 12 |

| 3 | 11 | 2 | 14 |  | 12 |

| 2 | 12 | 17 |  | 11 |

| 2 | 11 |  | 16 |  | 12 |

| 24 | 19 |

| 2 | 10 | 2 | 2 | 15 | 12 |

| 23 | 20 |

| 2 | 10 |  | 6 | 12 |  | 11 |

| 27 | 16 |

| 2 | 11 | 2 | 3 | 3 | 12 |  | 9 |

| 25 | 18 |

|  | 9 | 2 |  | 8 | 11 |  | 10 |

| 24 | 19 |

| 2 | 11 | 2 | 4 | 12 |  | 11 |

### Vänorter
- Vara, Sverige, sedan 2002.[9]

## Ekonomi och infrastruktur

### Kommunikationer
Busstrafiken har alltid haft stor betydelse för Mäntsäläs utveckling. Den nuvarande busstationen färdigställdes 1962. Kommunen har saknat järnvägstrafik fram till den 3 september 2006, då de första tågen stannade vid den nybyggda järnvägsstationen, Mäntsälä järnvägsstation.

### Utbildning
I Mäntsälä kommun finns 14 finskspråkiga skolor med grundläggande utbildning, varav 12 är lågstadier och 2 högstadier. Kommunen anordnar förskoleundervisning i 7 enheter. Inom kommunen verkar dessutom ett gymnasium, Mäntsälän lukio.

## Demografi

### Befolkningsutveckling
| Befolkningsutvecklingen i Mäntsälä kommun 1975–2020                                                          | Befolkningsutvecklingen i Mäntsälä kommun 1975–2020 | Befolkningsutvecklingen i Mäntsälä kommun 1975–2020 | Befolkningsutvecklingen i Mäntsälä kommun 1975–2020 | Befolkningsutvecklingen i Mäntsälä kommun 1975–2020 |
| --- | --------------------------------------------------- | --------------------------------------------------- | --------------------------------------------------- | --------------------------------------------------- |
| |                                                     |                                                     |                                                     |                                                     |
| År |                                                     |                                                     | Folkmängd                                           |                                                     |
| 1975 | 1975                                                |                                                     | 10 480                                              |                                                     |
| 1980 | 1980                                                |                                                     | 11 458                                              |                                                     |
| 1985 | 1985                                                |                                                     | 12 496                                              |                                                     |
| 1990 | 1990                                                |                                                     | 14 774                                              |                                                     |
| 1995 | 1995                                                |                                                     | 15 651                                              |                                                     |
| 2000 | 2000                                                |                                                     | 16 628                                              |                                                     |
| 2005 | 2005                                                |                                                     | 18 226                                              |                                                     |
| 2010 | 2010                                                |                                                     | 19 975                                              |                                                     |
| 2015 | 2015                                                |                                                     | 20 685                                              |                                                     |
| 2020 | 2020                                                |                                                     | 20 783                                              |                                                     |
| Anm: Uppgifterna avser förhållandena den 31 december nämnda år enligt områdesindelningen den 1 januari 2022. |                                                     |                                                     |                                                     |                                                     |

## Kända personer från Mäntsälä
- Carl Adolf Möllerswärd (1744-1828), militär och landshövding
- Aimo Andersson (1911–1963), sångare

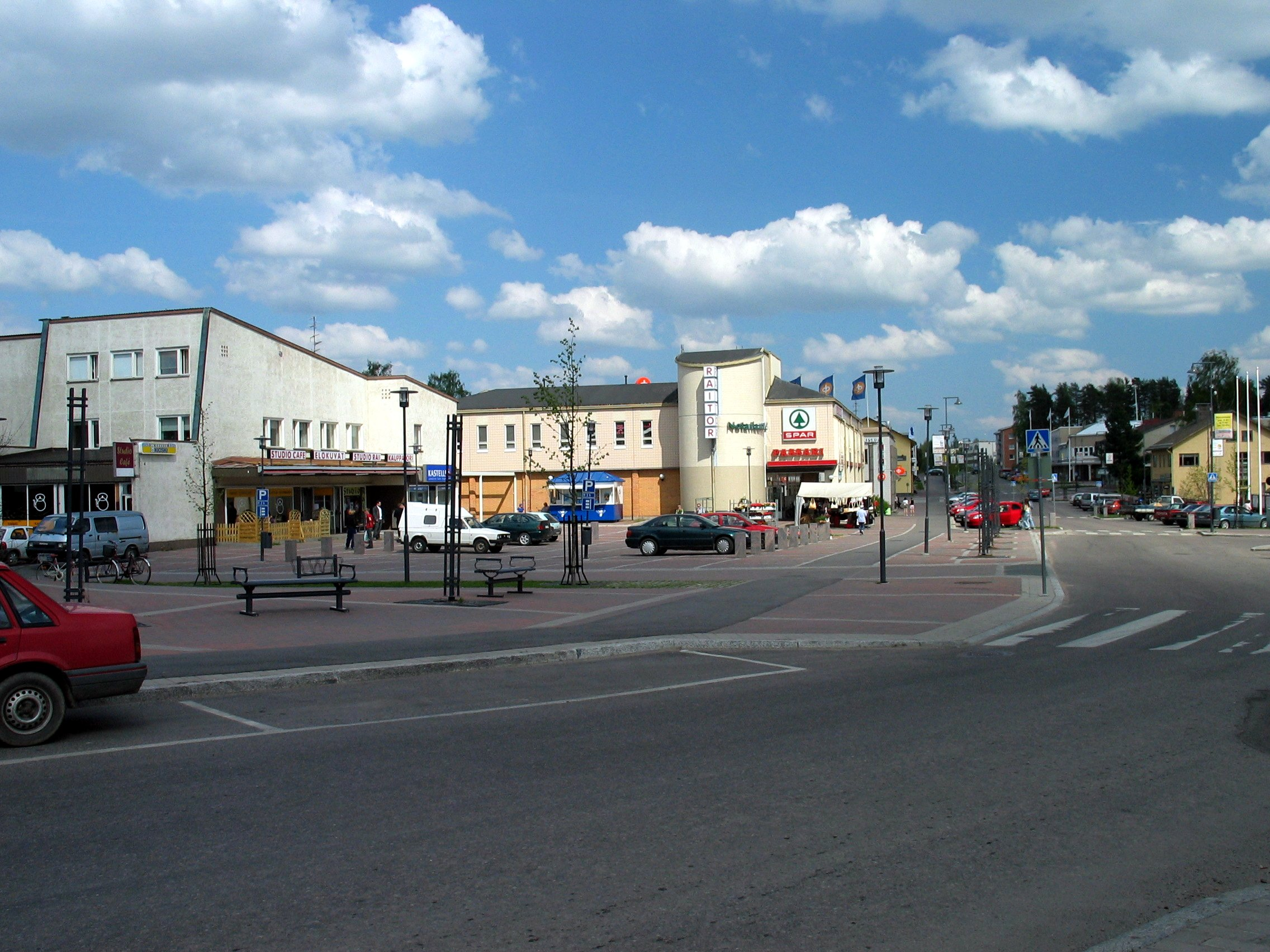
Centrala Mäntsälä